# アステラス製薬 健やかライフ
『アステラス製薬 健やかライフ』（アステラスせいやく すこやかライフ）は、毎週月曜日 - 金曜日に放送していた大阪・朝日放送ラジオ（ABCラジオ）制作の健康情報番組である。
アステラス製薬（旧・山之内製薬）の1社提供による事前収録番組で、ABCラジオでは2001年4月から放送を開始。2005年3月までは、山之内製薬がスポンサーに付いていた関係で、『山之内製薬 健やかライフ』（やまのうちせいやく すこやかライフ）というタイトルで放送していた。同社と藤沢薬品工業の合併でアステラス製薬を設立した同年4月1日以降は、現在のタイトルに改めている。
ABCラジオでは2009年7月6日から、『ドッキリ!ハッキリ!三代澤康司です』（平日午前中の生ワイド番組）に1コーナー扱いで内包。岡山県では、山陽放送（RSK）が、時差ネットで放送している。

## 概要
季節や疾病の予測などに応じて、病気や健康に関するテーマを週替わりで設定。そのテーマに詳しい専門医をスタジオに迎えたうえで、5日間にわたって、正しい知識や治療・予防に役立つ情報を伝える。
ABCラジオでは、開始当初から2003年9月26日まで、独立番組として平日の15:25 - 15:35に編成。同年9月29日に『全力投球!!妹尾和夫です』（『ドッキリ!ハッキリ!三代澤康司です』の前番組）を開始してからは、内包コーナーとして11:43頃から10分間放送するとともに、内包先の生ワイド番組のメインパーソナリティ（妹尾和夫 →　三代澤康司）がインタビュアーとして本編に出演するようになった。
ABCラジオでは、（単独番組時代からの）通算放送回数が3000回を突破した2013年に、「アステラス製薬 健やかライフ 病気を乗り越えて」という公開収録イベントを大阪で開催。三代澤と親交の深い山田雅人と河内家菊水丸をゲストに迎えたうえで、イベントの模様を同年7月27日の16:40 - 17:40に特別番組として放送した。
2014年5月からは、『ドッキリ!ハッキリ!三代澤康司です』の公式サイト内に当番組のページを開設。同月19日以降の放送分については、放送当日の午後から6ヶ月間に限って、放送済みの音源をWindows Media Player形式で配信している。
2015年以降の月曜日と金曜日には、アステラス製薬のCMの代わりに、『120文字のアステラス』（三代澤のナレーションによる同社からのメッセージコーナー）を放送していた。

## 出演者

### 現在
- 三代澤康司（朝日放送テレビアナウンサー、2009年7月6日 - 2017年3月31日）
  - 『ドッキリ!ハッキリ!三代澤康司です』のメインパーソナリティで、当番組には事前収録でインタビュアーとして出演。
  - 2014年9月8日から19日は、後輩アナウンサーの堀江政生が代役を担当（同年6月下旬から7月中旬まで三代澤が入院した際に収録したものと思われる）。
- 桜井ういよ（2009年7月6日 - 2017年3月31日）
  - 本編の前後で、タイトルコール・提供クレジットの読み上げ・テーマや専門医の紹介を担当。基本として、本編のインタビューには出演しない。2010年3月までは、『ドッキリ!ハッキリ!三代澤康司です』月曜日の中継リポーターも兼務していた。

### 過去

#### ABCラジオの独立番組時代
◎の人物は、出演時点で朝日放送テレビのアナウンサー。
- 桂南光（2001年4月 - 2002年3月）
- 中浜葉月◎（2001年4月 - 2002年9月）
- 赤江珠緒 ◎（同上）
- 加藤明子 ◎（同上）
- 立原啓裕（2002年4月 - 2003年9月26日）
- 鳥木千鶴 ◎（2002年10月 - 2003年9月26日）

#### 『全力投球!!妹尾和夫です』への内包時代
妹尾以外の人物は、出演時点で同番組のアシスタントを兼務。
- 妹尾和夫（2003年9月29日 - 2009年7月3日）
- 高野あさお（2003年9月29日 - 2008年3月28日）
- 熊本麻美（2008年3月31日 - 2009年7月2日：月曜日 - 木曜日）
- 安井牧子（2003年10月2日 - 2009年7月3日：金曜日＝提供クレジット読みのみ担当）

## 放送時間
- 朝日放送ラジオ（ABCラジオ） 11:43頃 - 11:53頃
  - 事前収録のコーナーとして、生ワイド番組の『ドッキリ!ハッキリ!三代澤康司です』に内包。三代澤が同番組の生放送へ出演しない場合にも、収録済みの内容を放送する。ただし、放送時間が若干変動する場合があるほか、全国高等学校野球選手権大会全国大会の試合を中継する場合には休止する。
- 山陽放送 15:30 - 15:40
  - ABCが前述の高校野球中継で当番組の放送を休止する場合には、同局からの裏送りで『懐かしの歌謡コレクション』を放送する。2016年8月29日以降はローカルワイド番組「あもーれ!マッタリーノ」に内包。

## 関連番組
- アステラス製薬 明日も元気! - 当番組と同じスポンサー・趣旨・構成によるTBSラジオ制作の10分番組で、CBCラジオ・静岡放送でも時差ネットで放送中。2017年3月末をもって終了。